# Plaza del Plebiscito
La plaza del Plebiscito (en italiano Piazza del Plebiscito y, en el pasado, Largo di Palazzo o Foro Regio), es una plaza de la ciudad italiana de Nápoles. Ubicada en el corazón de la ciudad, con una superficie de unos 25 000 m², a la plaza se asoman algunos de los edificios históricos más importantes de Nápoles: el Palacio Real, la Basílica de San Francisco de Paula, el Palacio de la Prefectura y el Palacio Salerno.

## Historia

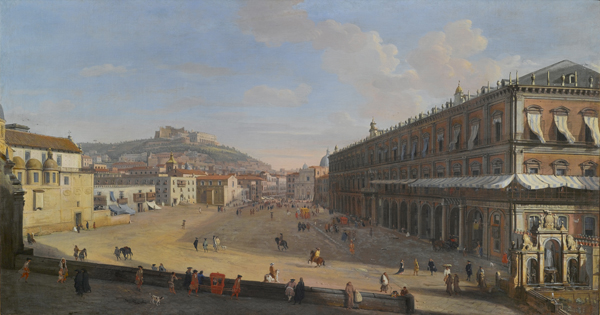
Veduta del largo di palazzo de Gaspar van Wittel, comienzos.

La plaza fue por siglos un ensanche irregular, donde se desarrollaban las fiestas populares alrededor de las macchine da festa, proyectadas por grandes arquitectos como Ferdinando Sanfelice y Francesco Maresca.
Sólo a partir de los principios del siglo XVII fue "regularizada", también por la edificación del Palacio Real, obra de Domenico Fontana. A esta gradual transformación siguieron, desde la mitad del siglo XVIII, intervenciones cada vez más radicales, realizadas por los arquitectos que trabajaban en la cercana residencia real.
A los principios del siglo XIX, durante el período napoleónico, la plaza cambió su aspecto, siendo completamente repensada y rediseñada por orden de los monarcas franceses. Los innumerables edificios religiosos fueron demolidos, debido a que limitaban el espacio e impedían integrar a la plaza en el tejido urbano circunstante; en lugar de ellos se erigieron edificios de Estado, al lado del hemiciclo dórico de piedra lávica y mármol, diseñado por Leopoldo Laperuta por voluntad de Joaquín Murat, en el centro del cual estaba proyectado otro edificio civil, consagrado a los fastos de los napoléonides.
Varias pinturas de esa época testimonian esta configuración de la plaza: por ejemplo, la Veduta del largo di palazzo de Gaspar van Wittel, conservada en el Palacio Zevallos, gracias a la que también se puede divisar la ubicación originaria de la Fontana del Gigante, hoy en el paseo marítimo.

## Descripción

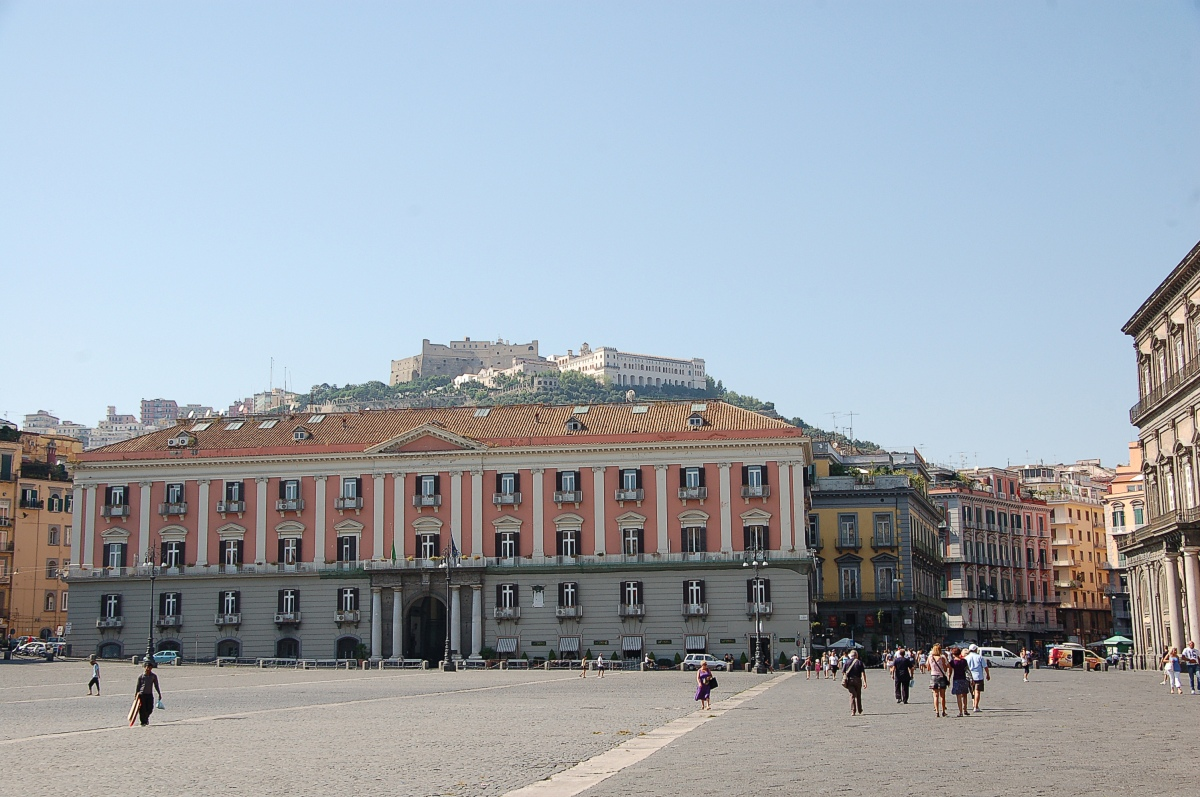
El Palacio de la Prefectura, con la collina de San Martino al fondo.

La plaza del Plebiscito está en el cruce de importantes calles como Via Toledo, Via Chiaia y el paseo marítimo, no lejos de otros imponentes monumentos de Nápoles, como el adyacente Teatro de San Carlos, la Galleria Umberto I y el Castel dell'Ovo. Además desde la plaza es visible la colina de san Martino, con la Cartuja de San Martino y el Castel Sant'Elmo.

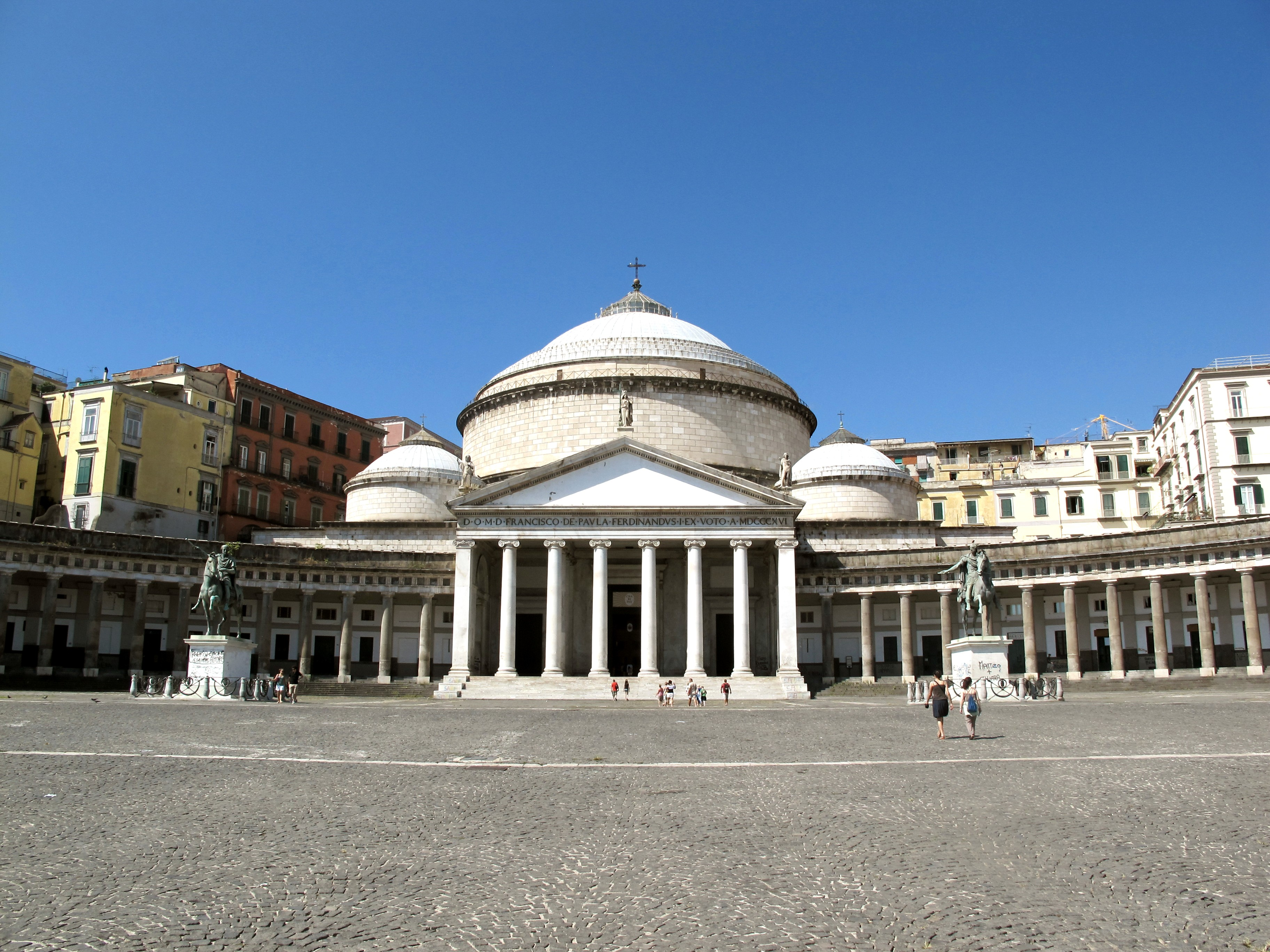
La fachada de la Basílica de San Francisco de Paula.

Se desarrolla en un amplio espacio arquitectónico. En el lado oeste se encuentra una columnata semicircular, en el centro de la cual se eleva la Basílica de San Francisco de Paula, erigida por Fernando I como exvoto por la reconquista del Reino, después del dominio francés. La iglesia, comisionada a Pietro Bianchi en 1817, fue completada en 1846 y realizada en estilo neoclásico; la planta se inspira en las formas del Panteón de Agripa. El interior está adornado con estatuas y pinturas del mismo período, excepto el altar mayor, del siglo XVII, y algunas telas procedentes de los edificios de culto preexistentes.
Frente a la iglesia, aisladas en la plaza, se encuentran las estatuas ecuestres de Carlos III y de su hijo Fernando I. La primera es obra de Antonio Canova, que la realizó entre 1816 y 1822, año de su muerte; de la segunda figura logró completar sólo el caballo, mientras que el rey fue tallado por su discípulo Antonio Calì.

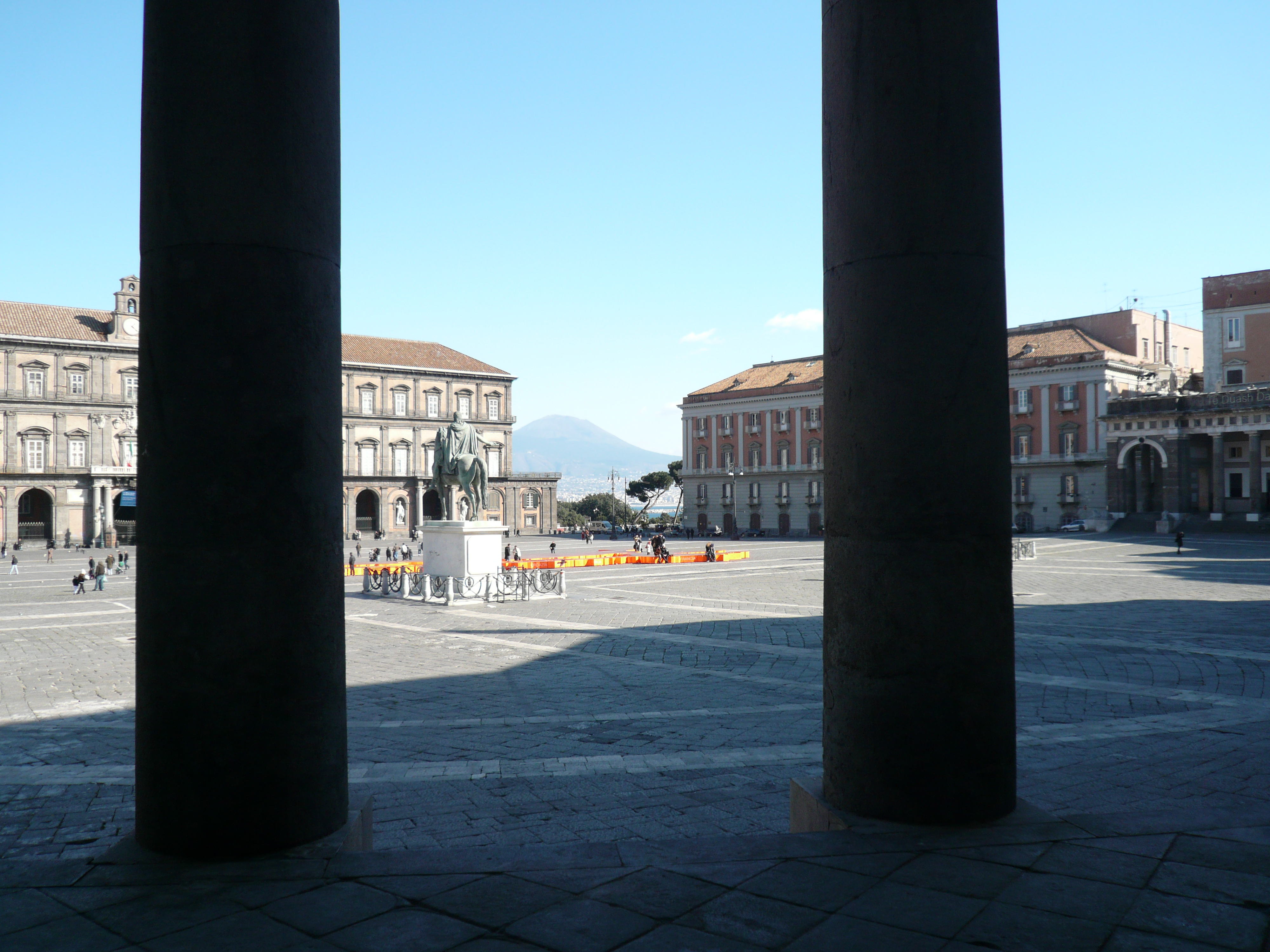
El Palacio Real y el Palacio Salerno desde la columnata, con el Vesubio al fondo.

En el lado oriental de la plaza está situado el Palacio Real; en el eje transversal se enfrentan el Palacio de la Prefectura y el Palacio Salerno (siglo XVIII).

## Eventos
En 1963 una ordenanza municipal transformó la plaza en un aparcamiento público, para enfrentar el vertiginoso incremento de automóviles en la ciudad, hasta que en 1994, en ocasión de la 20.ª Cumbre del G-7, el alcalde Antonio Bassolino finalmente la convirtió en zona peatonal. Desde ese momento, la Plaza del Plebiscito se ha convertido en el escenario de los principales eventos de la ciudad: mítines electorales, conciertos, emisiones televisivas en directo, ceremonias públicas etc.
Tradicionalmente cada año, en el período navideño, se instalan en el centro de la plaza obras de artistas contemporáneos, como Mimmo Paladino, Richard Serra y Rebecca Horn. Además, la plaza es sede de conciertos, como el de Bruce Springsteen y la E Street Band, que se celebró en mayo de 2013.